# АЕЦ „Кръшко“
АЕЦ „Кръшко“ е атомна елекрическа централа в град Кръшко, Словения.
Централата започва работа на 15 януари 1983 г. Построена е по проект на Хърватия и Словения, които по онова време са съюзни републики в Югославия. Планираната дата за прекратяване на дейността на централата е 14 януари 2023 г.
Активен е само 1 реактор на централата, който произвежда 730 MW енергия. Собственик на централата е смесената словенско-хърватска компания „Нуклеарна електрарна Кръшко“.

## Инцидент
Европейската система за спешна информация за радиоактивност ECURIE получава на 4 юни 2008 г. в 15.38 ч. централноевропейско време предупредително съобщение от Словения след установяване на изтичане в охладителната система на централата. Информацията е предадена на всички страни членки. Централата е решила да изключи реактора, чиято мощност към 17.30 ч. централноевропейско време е била намалена с 22%. Инцидентът, заради който централата е спряна за няколко часа, всъщност представлява изтичане на вода. Хърватското ръководство на централата съобщава, че инцидентът не е тежък и няма никакво изтичане на радиация.